# Invisibles (film)
Pour les articles homonymes, voir Invisibles.
Pour plus de détails, voir Fiche technique et Distribution.
Invisibles est un film documentaire espagnol réalisé en 2007.

## Synopsis
Les « invisibles », ce sont ceux que nous refusons de voir – des gens qui ne retiennent que très rarement l’attention des médias occidentaux et ceux qui s’occupent d’eux sans relâche. Ce film est particulièrement consacré à tous ceux qui facilitent et soutiennent le travail de l’organisation d’aide internationale Médecins sans frontières dans les régions en crise ou en guerre. Ce film documentaire collectif fut produit à l’occasion du 20e anniversaire de la section espagnole de « Médecins sans frontières ». Cinq réalisateurs sont allés sur place, là où ces derniers travaillent.
Isabel Coixet montre dans Lettre à Nora les victimes de la maladie du sommeil, dont 18 millions de personnes sont atteintes en Amérique latine. Fernando León de Aranoa brosse dans Bonne nuit, Ouma un tableau de la misère des enfants en Ouganda. Mariano Barroso rapporte dans Les rêves de Bianca les deux modes d’utilisation différents de l’éflornithine, une substance pharmaceutique, selon que l’on est en Afrique ou à Paris, la capitale de la mode. Dans son court métrage La voix des pierres, Javier Corcuera traite des traumatismes à long terme de la guerre. Wim Wenders est allé au Congo où il a tourné Invisibles crimes, un film sur les viols massifs au cours de la guerre civile.

## Fiche technique
- Réalisation : Isabel Coixet, Fernando León de Aranoa, Mariano Barroso, Javier Corcuera, Wim Wenders
- Production : Javier Bardem, Pinguin Films, Reposado
- Image : Emili Guirao, Jordi Abusada, David Omedes, Jordi Abusada, Alberto Venzago
- Son : Daniel Ramírez de Zayas, Sergio Burmann, Juanma López, Andrew Amondson
- Montage : Arantxa Roca, Yago Muñiz, Martín Eller, Mathilde Bonnefoy